# Kensington (Maryland)
Kensington – miasto w Stanach Zjednoczonych, w stanie Maryland, w hrabstwie Montgomery.